# Вітстланпа
Вітстланпа (науатль Witstlanpa, дос. «місце із колючками») — в ацтекській міфології, крайня сторона півдня, де знаходиться притулок Сенцонвітснава, богів південних зірок, синів богині родючості Коатлікуе, покровительки життя і смерті; і братів бога війни. Коли вони воювали проти нього, знайшли притулок у Вітстланпі. З того часу це стало улюбленим місцем для родини Віцилопочтлі та Сенцонвітснава.